# Smackgirl
Pour les articles homonymes, voir Remix (homonymie).
Smackgirl est une organisation de sports de combat japonaise fondée en 2000, d'abord sous le nom de ReMix, et dissoute en octobre 2008, destinée à la promotion et l’organisation d’évènements d’arts martiaux mixtes (MMA) et de grappling féminins.
Alors que la discipline ne connaît de véritable essor médiatique au niveau mondial qu’à partir de 2008, Smackgirl marque une étape importante dans l’histoire et la légitimation du MMA féminin, malgré une popularité débordant peu d’un cercle restreint d’amateurs japonais,.

## Histoire et présentation
ReMix est fondé en 2000 et organise son premier évènement en décembre de la même année. Il est ensuite rebaptisé « Smackgirl », qui lance ses premiers combats sous ce nom en mai 2001,,. D’autres évènements sous l’appellatif de « ReMix » ont lieu en 2004 et 2008.
Au cours de son activité, Smackgirl organise une douzaine de manifestations annuelles, pour la plupart dans de petits clubs de combats de Tokyo.
Parmi les participantes les plus connues à ces évènements figurent les Japonaises Yuka Tsuji et Megumi Fuji, ou les Américaines Laura D'Auguste et Lisa Ellis,,. Ils attirent également d’autres combattantes de pays étrangers, en particulier sud-coréennes, comme Seohee Ham.
À la suite de difficultés financières liées à des défections de sponsors et d’accords de diffusion télévisuelle, en 2008 Smackgirl est vendu à Marvelous Japan Co., Ltd. et rebaptisé Jewels,.

## Règles
Les régles des combats de Smackgirl interdisaient les soccer-kicks (coups de pied portés à la tête lorsque l'adversaire est au sol) et limitaient à 30 secondes consécutives les phases de combat au sol.